# Felix Oehmig
Felix Oehmig (* 26. Juli 1966) ist ein ehemaliger deutscher Fußballspieler und -trainer. In der höchsten Spielklasse des DDR-Fußballs, der Oberliga, spielte er für den FC Karl-Marx-Stadt.

## Sportliche Laufbahn
Mitte der 1980er-Jahre lief das Talent in der Juniorenoberligamannschaft des 1. FC Lokomotive Leipzig auf. Nachdem Felix Oehmig in der Ligasaison 1987/88 bei seiner Premiere in der ostdeutschen Zweitklassigkeit in 21 Spielen sieben Treffer erzielen konnte, verdoppelte der Stürmer der TSG Markkleeberg in der Folgespielzeit seine Ausbeute auf 14 Tore in 28 Spielen, womit er in der Staffel B zu den Toptorjägern zählte. Damit sicherte sich der damals 22-jährige Angreifer einen Wechsel zum FC Karl-Marx-Stadt in die höchsten Spielklasse des DDR-Fußballs. In der Oberliga wurde Oehmig für den FCK, in diesem Jahr sogar Europapokalteilnehmer, in der Wendesaison 1989/90 nur zweimal eingesetzt. Im Rahmen der ab Sommer 1989 möglichen Gastspielgenehmigung für die Vertragsspieler der Oberligisten kam der 1,83 Meter große Student in der parallel ausgetragenen Ligaspielzeit in 17 Partien für die BSG Motor "Fritz Heckert" Karl-Marx-Stadt zum Einsatz und bewies mit elf Treffern erneut seine Treffsicherheit im Unterhaus.
Im Sommer 1990 wird er als Chemnitzer Abgang in Richtung Böhlen in der fuwo geführt. Für Auftritte beim in jenen Tagen aus der BSG Chemie Böhlen und BSG Chemie Leipzig entstandenen FC Sachsen Leipzig, der jenen von Böhlen erkämpften Oberligaplatz übernahm und seinen aus zwei Ligakollektiven und Neuzugängen bestehenden Spielerkreis zügig verkleinern musste, finden sich keine Belege. Nach der Zusammenführung von ost- und westdeutschem Fußball vor Beginn des Spieljahres 1991/92 war Oehmig wieder in Markkleeberg aktiv. In den drei Jahren der drittklassigen NOFV-Amateur-Oberliga traf er in 80 Partien 21-mal für den inzwischen als 1. FC Markkleeberg antretenden Verein aus dem Landkreis Leipzig. Nach dem Konkurs der Markkleeberger im Mai 1994 verliert sich auf höherklassigem Niveau die Spur des früheren Erstligakickers.

## Trainerlaufbahn
In der Saison 2001/02 trainierte Oehmig den SSV Markranstädt in der Sachsenliga.